# Gagea bornmuelleriana
Gagea bornmuelleriana là một loài thực vật có hoa trong họ Liliaceae. Loài này được Pascher miêu tả khoa học đầu tiên năm 1905.